# AMZ City Smile 12LE Electric
AMZ City Smile 12LE Electric är en buss i prototypfas från den polska busstillverkaren AMZ-Kutno, som har elektrisk drivning och är baserad på bussen AMZ City Smile 12LF. Bussen är specialbeställd och ingår således inte i tillverkarens ordinarie sortiment.

## Tekniska specifikationer
Bussen har ett elbatteraggregat och hjulmotorer. Sedan finns ett dieselaggregat, kallat Range Extender, som backup och som kan drivas med biodiesel, etanol eller hoptryckt naturgas (CNG)
Bussen har elåtermatande bromsar och klara sig med fem minuters laddning/timme
Motorn ger 178 hästkrafter. 
Hybricon håller på att utveckla en bränslecellsvariant på Range Extender-aggrigaten med målet att finns till produktionsstart vintern 2015/16.

## Prototypanvändning
En prototyp av bussen är 2014 i trafik hos Nobina i Umeå. Sedan den 11 februari 2014 har Umeå kommun fattat beslut att beställa åtta nya elbussar varav tre ledbussar och fem av denna typ. Prototypexemplaret sätts in på Ultras flygbusslinje.